# Росендо
Росе́ндо (исп. Rosendo, лат. Rudesindus) (26 ноября 907—1 марта 977) — католический святой, епископ Мондоньедо (925—942), один из выдающихся церковных деятелей христианской Испании X века.

## Детство и юность
Точное место рождения Росендо не установлено: согласно одним данным, он родился в Галисии, в местечке Салас (провинция Оренсе), согласно другим — в Португалии, около Опорто. Он происходил из знатной семьи, породнённой с семьёй королей Леона: его отцом был галисийский граф Гутьер Менендес, а матерью — святая Ильдуара Эрис, двоюродная сестра короля Альфонсо III Великого. Согласно преданиям, рождение святого сопровождалось чудесами и пророчествами.
Росендо получил хорошее для того времени церковное образование. Сначала он обучался у своего дяди, епископа Мондоньедо Саварика II, затем в монастырях Сан-Сенорина, Сааверо и Портомарин. В одном из этих монастырей святой познакомился с бенедиктинским уставом, ещё не распространённым широко в Испании, и стал его горячим приверженцем. Уже в это время Росендо был в числе наиболее приближённых ко двору короля Леона галисийцев, о чём свидетельствует дарственная хартия, данная королём Ордоньо II 18 мая 919 года епископу Мондоньедо и заверенная, в том числе, и подписью Росендо.

## Епископ Мондоньедо
Зимой 925 года скончался епископ Мондоньедо Саварик II, и по требованию паствы, против своего желания, Росендо был избран его преемником. Новый епископ активно взялся за улучшение дел в своей епархии: начал восстановление церквей и монастырей, как посредник разрешал споры не только между духовными, но и между светскими лицами. Являясь противником рабства, он освободил всех своих сервов и призывал к этому же и других владетелей. Являясь близким родственником королевской семьи, Росендо стал одним из ближайших советников королей Леона.
В 934 году Росендо основал бенедиктинский монастырь Сан-Хуан-де-Каавейро, а 12 сентября 936 года начал строительство в Селанова большого монастыря (Сан-Сальвадор-де-Селанова), территория под который была выделена святому его родственниками. Строительство продолжалось 8 лет. 25 сентября 942 года состоялось его торжественное освящение. Свои поздравления Росендо по этому случаю прислали 11 епископов из Леона и Галисии. Лично на церемонии присутствовали 24 графа. Вскоре монастырь Селанова стал главным монастырём Галисии, усыпальницей многих галисийских графов и нескольких королей. После завершения строительства Росендо покинул епископскую кафедру Мондоньедо и удалился в основанный им монастырь в Селанове, где был избран аббатом.

## Во главе Сантьяго-де-Компостелы
Росендо пробыл в монастыре до 955 года, когда 19 мая король Ордоньо III назначил его, несмотря на то, что тот был духовным лицом, управляющим одной из галисийских провинций. Вскоре в провинцию вторгся большой отряд мавров, который, разрушая всё на своём пути, дошёл до Миньо. Росендо лично возглавил местное ополчение, разбил их в бою и заставил уйти обратно в земли халифата. Во время междоусобий, начавшихся между королями Леона, святой уже выполнял роль главы всего духовенства королевства: именно Росендо короновал в Сантьяго-де-Компостеле сперва Санчо I (13 ноября 956), а затем Ордоньо IV (осень 958).
В 958 году Росендо был назначен королём Леона местоблюстителем епархии Ирия (Сантьяго-де-Компостела), после того как за многочисленные злоупотребления с её кафедры был смещён двоюродный брат святого, епископ Сиснанд II. В 964 году на Галисию напало войско викингов. Галисийцы, не получая помощи от короля Санчо I целый год терпели грабежи и убийства, но в 965 году Росендо вновь возглавил местное ополчение и в сражении разбил викингов, заставив их покинуть Галисию. Росендо управлял Сантьяго-де-Компостелой до смерти короля Санчо I, случившейся в 966 году, когда Сиснанд, освобождённый из-под стражи своими сторонниками, во время рождественской службы (25 декабря) под угрозой смерти изгнал святого из епархии. Росендо удалился в монастырь Сан-Хуан-де-Каавейро, но в 968 году на побережье Галисии высадилось новое войско викингов во главе с Гундредом. В битве с ними погиб епископ Сиснанд. Правительница Леона Эльвира Рамирес, из-за неповиновения местных графов не захотела оказать Галисии военной помощи, но, надеясь на военный опыт Росендо, назначила его управляющим местными землями. Однако в этот раз святой ничего не смог сделать с норманнами, намного превосходящими по численности войско галисийцев: три года он бездеятельно наблюдал, как те грабили Галисию. Викинги разорили 18 галисийских городов, в том числе и Сантьяго-де-Компостелу. Только в 971 году одному из графов удалось собрать войско и разбить норманнов. Предания повествуют, что Росендо был инициатором битвы и даже сам в ней участвовал, но достоверные исторические документы свидетельствуют, что его роль в отражении этого нападения викингов была минимальна.
После ухода норманнов Росендо было предложено самому занять епископскую кафедру Сантьяго-де-Компостелы, но он отказался, хотя сохранил за собой титул местоблюстителя, главной задачей поставив восстановление разорённой епархии. Святой продолжал принимать участие в церковной жизни королевства (ещё в 970 году он принял участие в церковном соборе в Леоне) и реформировал по бенедиктинскому уставу несколько монастырей. В 974 году Росендо покинул Сантьяго-де-Компостелу (после его смерти новым епископом был избран Пелайо Родригес), окончательно удалился в монастырь Сан-Сальвадор-де-Селанова и здесь умер 1 марта 977 года.

## Посмертное почитание
Ещё при жизни Росендо славился как человек самого высокого благочестия и великой добродетели. После его смерти в Галисии стало распространяться мнение о нём, как о святом, что, якобы, подтверждали чудеса, происходившие у его гробницы в монастыре Сан-Сальвадор-де-Селанова, которая стала местом паломничества. Монах этого монастыря, Ордуньо из Селановы, написал сочинение «Житие и чудеса святого Росендо». В 1172 году кардинал Хасинто Бобо объявил Росендо местночтимым святым, а в 1195 году папа римский Целестин III причислил его к святым Римско-католической церкви и установил праздновать день его памяти 1 марта. В 1601 году мощи святого были переложены в серебряную раку, в которой они остаются и теперь. Росендо является святым покровителем города Пинар-дель-Рио на Кубе.